# Platte City
Platte City és una població dels Estats Units a l'estat de Missouri. Segons el cens del 2000 tenia 3.866 habitants.

## Demografia
Segons el cens del 2000, Platte City tenia 3.866 habitants, 1.486 habitatges, i 1.017 famílies. La densitat de població era de 442,9 habitants per km².
Dels 1.486 habitatges en un 37,1% hi vivien nens de menys de 18 anys, en un 51,7% hi vivien parelles casades, en un 12,5% dones solteres, i en un 31,5% no eren unitats familiars. En el 25,7% dels habitatges hi vivien persones soles el 6,7% de les quals corresponia a persones de 65 anys o més que vivien soles. El nombre mitjà de persones vivint en cada habitatge era de 2,48 i el nombre mitjà de persones que vivien en cada família era de 2,99.
Per edats la població es repartia de la següent manera: un 27,1% tenia menys de 18 anys, un 8,8% entre 18 i 24, un 34,6% entre 25 i 44, un 19,3% de 45 a 60 i un 10,1% 65 anys o més.
L'edat mediana era de 33 anys. Per cada 100 dones de 18 o més anys hi havia 94,4 homes.
La renda mediana per habitatge era de 46.379 $ i la renda mediana per família de 52.548 $. Els homes tenien una renda mediana de 36.563 $ mentre que les dones 26.169 $. La renda per capita de la població era de 20.288 $. Entorn del 4,8% de les famílies i el 6,2% de la població estaven per davall del llindar de pobresa.

## Poblacions més properes
El següent diagrama mostra les poblacions més properes.